# Paradox (Cross)
Paradox is een ep annex single van Cross. Cross is hier uitgedund tot slechts één man, Hansi Cross. Het is een eenmansproduct. Hansi Cross had een idee en nam het op en kwam met een achttien minuten durend epos, dat niet paste bij de Uncovered heart trilogie, noch bij het volgende album Gaze. De opnamen vonden plaats gedurende de herfst van 1994 in de privé-studio Progress Studio te Huddinge, Zweden. Ondertitel van het plaatje is A miniature symphony for samplers and electric guitar.
Het plaatje verscheen via Lyxvax, ook al een privé-onderneming van Hansi Cross.